# Conrad Lugauer
Conrad "Conni" Lugauer, född 30 augusti 1974 i Regensburg i Bayern, är en tysk travtränare och travkusk. Sedan 2004 är han verksam på en gård i Blentarps socken i Skåne län och flyttade 2023 till Yttersta och har Solvalla som hemmabana.
Han har tränat hästar som Copper Beech, Gareth Boko, Spartan Kronos, Campo Bahia, Ferrari Sisu, Harran Boko, Bagley, Gulfstream AM, 
Nero Maximus, American Hill, Alegra B, Night Brodde, Laradja Vrijthout, Hidalgo Heldia, Tetrick Wania, och Norton Commander.
Han är far till travtränaren Marc Elias.

## Biografi
Lugauer växte upp i en travintresserad familj. Fadern Johann Lugauer tränade travhästar på Stuteriet Schwabing utanför München i Tyskland. Han tog examen som amatörkusk 1990. I den andra starten i sulkyn, den 26 september 1990, vann han sitt första lopp med hästen Dabrizius som stod i faderns träning. Den 1 september 1992 påbörjade han utbildning till professionell travtränare. Han blev Tysk Lärlingschampion 1993 med totalt 52 segrar. Han avslutade sin tränarutbildning 1996 och avlade  tränarexamen 1999.
Lugauer flyttade sin tränarverksamhet till en gård utanför Blentarp i Skåne län i Sverige 2004. Sedan dess är Lugauers hemmabana Jägersro i Malmö.

## Segrar i större lopp

### Grupp 1-lopp
| År   | Lopp                    | Häst           | Kusk           |
| ---- | ----------------------- | -------------- | -------------- |
| 2010 | Olympiatravet           | Copper Beech   | Conrad Lugauer |
| 2019 | Konung Gustaf V:s Pokal | Campo Bahia    | Conrad Lugauer |
| 2019 | Breeders Crown          | Alegra B       | Conrad Lugauer |
| 2022 | Breeders Crown          | Hidalgo Heldia | Jorma Kontio   |

### Grupp 2-lopp
| År   | Lopp                       | Häst         | Kusk           |
| ---- | -------------------------- | ------------ | -------------- |
| 2008 | Grote Prijs der Giganten   | Copper Beech | Conrad Lugauer |
| 2010 | Gulddivisionens final, feb | Copper Beech | Conrad Lugauer |
| 2013 | Jämtlands Stora Pris       | Bagley       | Conrad Lugauer |
| 2022 | Sylvesterloppet            | Ferrari Sisu | Conrad Lugauer |

### Övrigt
| År   | Lopp                                 | Häst              | Kusk           |
| ---- | ------------------------------------ | ----------------- | -------------- |
| 2006 | Silverdivisionens final, mars        | Lassiter          | Conrad Lugauer |
| 2006 | Österrikiskt Travderby               | La Traviata       | Conrad Lugauer |
| 2006 | Bronsdivisionen final, nov           | Copper Beech      | Conrad Lugauer |
| 2008 | Prix des Gobelins                    | Copper Beech      | Conrad Lugauer |
| 2008 | Österrikiskt Travderby               | Pompano Crown     | Conrad Lugauer |
| 2012 | Klass II-final, april                | Mr Fitch          | Conrad Lugauer |
| 2013 | Graf Kalman Hunyady Gedenkrennen     | Freeman T.Porter  | Conrad Lugauer |
| 2015 | Ina Scots Ära                        | Spartan Kronos    | Conrad Lugauer |
| 2015 | Prix Atropos                         | Calvin Borel      | Conrad Lugauer |
| 2015 | Silverdivisionens final, dec         | Calvin Borel      | Conrad Lugauer |
| 2016 | Prix Emile Beziere                   | Spartan Kronos    | Conrad Lugauer |
| 2017 | Margaretas Tidiga Unghästserie, mars | Gareth Boko       | Conrad Lugauer |
| 2018 | Lärlingseliten                       | Toddler           | Marc Elias     |
| 2018 | Graf Kalman Hunyady Gedenkrennen     | Breidabliks Nubbe | Marc Elias     |
| 2019 | Margaretas Tidiga Unghästserie, mars | Night Brodde      | Conrad Lugauer |
| 2019 | Klass I-final, maj                   | Norton Commander  | Conrad Lugauer |
| 2019 | Johan Jacobssons Minneslopp          | Campo Bahia       | Conrad Lugauer |
| 2019 | Österrikiskt Travderby               | Nero Maximus      | Conrad Lugauer |
| 2019 | Bronsdivisionens final, dec          | Night Brodde      | Marc Elias     |
| 2020 | Klass II-final, feb                  | Il Duce Boko      | Marc Elias     |
| 2020 | Silverdivisionens final, feb         | Harran Boko       | Marc Elias     |
| 2021 | Elitsprintern                        | Night Brodde      | Conrad Lugauer |
| 2021 | Graf Kalman Hunyady Gedenkrennen     | Night Brodde      | Conrad Lugauer |
| 2022 | S:t Leger                            | Eagle Rock        | Conrad Lugauer |